# Pachysuchus
Pachysuchus („tlustý krokodýl“) je rod pravěkého čínského sauropodomorfa, žijícího v období rané jury (asi před 200 až 190 miliony let) na území dnešní jižní Číny (provincie Jün-nan). Formálně byl popsán čínským paleontologem Jang Čung-ťienem v roce 1951.

## Historie
Fosilie tohoto dinosaura byly objeveny v sedimentech souvrství (spodní) Lufeng a typový druh P. imperfectus byl formálně popsán na základě objevu fragmentu rostrální kosti (kosti z horní čelisti). Ta se ale později ztratila, a tak bylo zařazení tohoto dinosaura (původně chybně považovaného za "tekodontního" plaza, resp. zástupce kladu Phytosauria) zpochybňováno. Fragmentární povaha fosilie však neumožňuje zjistit jeho taxonomickou pozici s větší přesností. Teprve v roce 2012 byla znovuobjevena původní fosilie (s katalogovým označením IVPP V 40) a ukázalo se, že patřila jakémusi blíže neidentifikovatelnému zástupci skupiny Sauropodomorpha.

## Popis
Tento dinosaurus žil v období rané jury. Jeho hlava byla relativně malá a krk poměrně dlouhý. Nohy byly silné, umožňující zřejmě pohyb po dvou i všech čtyřech. Blízce příbuznými rody mohly být zejména taxony Jingshanosaurus, Yunnanosaurus a Xingxiulong.